# Stercobiline
La L-stercobiline est un pigment d'origine biliaire. Elle est responsable de la couleur brun foncé des selles (Sterc(o) vient du latin stercorarius, de stercus, -oris désigne ce qui a trait aux excréments).
Les pigments biliaires (bilirubine et stercobilinogène) sont excrétés dans l'intestin grêle via la bile. Ils sont peu à peu transformés par les micro-organismes de l'intestin, au niveau de l'iléon et du cæcum, en stercobiline. La flore intestinale d'un adulte normal produit de 70 à 300 mg de stercobiline par 24 heures.
L'absence de stercobiline et de bilirubine peut traduire une insuffisance biliaire, ou résulter d'une antibiothérapie qui a détruit la microflore du côlon.